# MC Shan
Shawn Moltke (nacido el 9 de septiembre de 1965), más conocido como MC Shan, es un rapero de Queens, Nueva York; primo del influyente productor Marley Marl.

## Discografía
- Down By Law (1987)
- Born to be Wild (1988)
- Play it Again, Shan (1990)